# 아르비카시

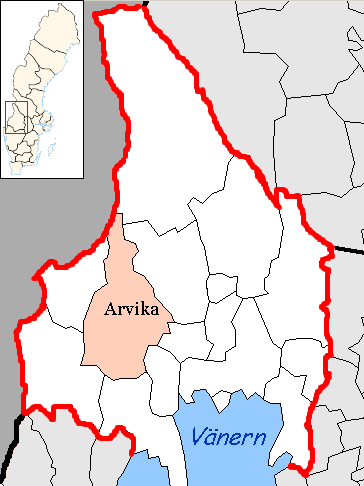
아르비카 시의 위치

아르비카시(스웨덴어: Arvika kommun)는 스웨덴 베름란드주에 위치한 지방 자치체로 행정 중심지는 아르비카이며 면적은 1,956.13km2, 인구는 26,054명(2016년 12월 31일 기준), 인구 밀도는 13명/km2이다.

시 문장